# Дон Жуан
Вижте пояснителната страница за други значения на Дон Жуан.
Дон Жуан (букв. Господин Жуан; на испански Дон Хуан; на италиански Дон Джовани) е герой на множество литературни, театрални, музикални, филмови и други произведения. Той е фигурата на съблазнителя в европейската литература. Името му е станало дори нарицателно за лекомислие и разврат.
Сюжетът представлява класически предмет на компаративистиката и се разглежда като южноевропейско допълнение към северноевропейската тема за Фауст. Сред най-известните интерпретации на сюжета са Молиеровият „Дон Жуан, или Каменният гост“, операта на Моцарт „Дон Джовани“, базирана на либрето от Лоренцо да Понте, и религиозно-еротичната критика на Сьорен Киркегор в първия му труд „Или-или“.

## Прототип
Спорно е дали сюжетът за Дон Жуан е свързан с исторически личности. Според легендата той е представител на един от аристократичните севилски родове – фамилията Тенорио. Син е на адмирал от класа Идалго, който става известен чрез боевете си срещу маврите. Дон Хуан е придворен на кастилския крал Педро I (1350 – 1369), наречен Жестокия. Крал Педро I не наказва Дон Хуан за неговите приключения и дуели, но дори е негов близък приятел. Заедно те се отдават на разврат и насилие. Историите за тези деяния дълго време носят ужас на цяла Севиля, докато Дон Хуан не прави опит да съблазни Гиралда, дъщеря на Гонзало де Ульоа, който е командор и управител на Севиля. Дон Хуан се изправя срещу него в двубой, убива го и отвлича дъщеря му. Въодушевен от своята победа, Дон Хуан кани на вечеря каменната статуя, издигната за командор Де Ульоа. Когато тя се появява в дома му същата вечер, го взема в Ада със себе си. Според друга версия на легендата пък, понеже правосъдието бездейства по повод на убийството на командора, калатравските рицари решават сами да накажат Дон Хуан. Устройват му капан, като от името на млада и красива жена му насрочват среща през нощта в църквата, където е погребан командорът. Когато Дон Хуан идва, те го убиват и разпространяват слуха, че е бил хвърлен в Ада от статуята.
По-късно тази легенда се смесва с друга за благородник с подобно име – Дон Мигел (или Хуан) де Маняра. За него се говори, че сключва сделка с дявола и му продава душата си, но след много злодеяния той се разкайва и се връща към вярата. Отива в манастир и умира в святост.
Рицарските легенди и средновековната народна поезия излагат и редица други лица, които също ръководят действията си от жажда за чувствени удоволствия и са така безумно смели и неморални. Легендите за Обри Бургундски (Aubery le Bourgoing) и Робърт Девил (Robert le Diable) и други по основните си характеристики съответстват на историята за Дон Хуан. Всички те дават общи очертания от този тип, които във всяка страна могат да бъдат приложени към най-отдаващите се на своята безнравственост и желанието за приключение.
С течение на времето типът се променя, докато моралът омеква. Острите черти на характера, грубостта на техниките на предшествениците на Дон Хуан постепенно се заменят с по-привлекателни качества. Накрая героят от севилската легенда е облечен в очарователна форма, което става причина за неговата популярност.

## XVII-XVIII век

### Тирсо де Молина – „Севилският прелъстител и каменният гост“
Първият човек, който създава художествен образ на Дон Жуан, е монахът Габриел Телез. Той живее под името Тирсо де Молина като популярен сатиричен поет през първата половина на XVII век. Де Молина донася сюжета на сцената под заглавието „Севилският прелъстител и каменният гост“. Текстът е написан около 1613 г., премиерно пиесата е представена в Мадрид през 1624 г., а в печата се появява през 1630 г. Авторството на Де Молина обаче не е безспорно, тъй като пиесата се приписва и на Андрес де Кларамонте (ок. 1580 – 1626).

#### Сюжет
Дон Хуан след поредица любовни приключения се преобразява като своя приятел маркиз, за да си проправи път към годеницата му Дона Анна. Измамата му обаче е разкрита. Баща ѝ, който е командор на Севиля, притичва с викове, за да помогне на дъщеря си, когато е убит от Дон Хуан. След извършеното престъпление той бяга и съблазнява селянката Аминта. Когато се връща в Севиля, Дон Хуан случайно попада на гроба на командора. След като прочита надписа, заплашващ с отмъщение убиеца, Дон Хуан грабва статуята за брадата и я кани на вечеря. През нощта статуята се появява, а Дон Хуан ѝ оказва рицарско гостоприемство. В края на гощавката каменният гост отправя покана към Дон Хуан за вечеря в гробницата му, а той неохотно приема. На сбогуване статуята му подава ръка, от която заструява огън, а отвред се чува адски тътен. Едва тогава Дон Хуан се разкайва и извиква: „Доведете ми свещеник! Искам да се изповядам!“, но никой не го чува и дяволите го завличат в преизподнята. Финалната сцена се провежда в присъствието на краля. Той нарежда Дон Хуан да бъде екзекутиран, но Дон-Хуановият слуга съобщава на владетеля, че господарят му е наказан от Бога.
В пиесата Дон Хуан е съблазнител („винаги ми беше най-голямо удоволствие да съблазня жена и като я обезчестя, да я напусна“), който е не толкова привлечен от удоволствието, колкото от борбата да подчини една жена на своята воля. Лесните победи са му безразлични. Изпълнен със страст и мрачна воля, Дон Хуан нарушава всички социални и религиозни норми, но все пак у него има очарование. Той е хищник, завоевател и авантюрист, но е надарен с всички качества на идеалния благородник: красота, смелост, чувство за чест.
Де Молина обединява в драмата си елементи от „комедията на плаща и шпагата“ и от средновековните мистерии. Поставя си дидактическата задача чрез гибелта на Дон Хуан да внуши на хората страх от Бога и да укрепи религиозното им съзнание. Де Молина отказва на Дон Хуан религиозно спасение.

### Дон Хуан в Испания след Де Молина
През века на Просвещението (XVIII век) интересът към сюжета за Дон Жуан (в литературата) значително намалява. Като по-значима се откроява пиесата на испанския драматург Замора No hay deuda que no se pague y convidado de piedra (ок. 1725). Тя представлява своеобразна преработка на разпространените преди това версии от други страни (вж. следващите точки). Това, което отличава пиесата на Замора от другите, е, че той измества убийството на командора, като го поставя в самото начало на творбата. Интерпретацията на Замора е представена под форма, която се приближава до тази на операта, и е приета много добре от публиката.

### Дон Джовани – в Италия
През XVII век все още има силно влияние на испанската драма върху италианската, което способства за бързото разпространяване на пиесата на Де Молина в Италия. Първото ѝ поставяне на италианската сцена е малко след 1620 г. (по Рикобони). В постановката свръхестествените и религиозните елементи са заменени от комични сцени, характерни за импровизационния характер на т.нар. комедия дел арте.
През следващите десетилетия се появяват много своеобразни преводи на пиесата на италиански. За сцената на El burlador преводът е подготвен от Джачинто Андреа Чиконини, а заглавието е „Convitato di pietra“. Текстът е в проза и е създаден преди 1650 г. В него не се запазва дотогавашната роля на Дон Джовани, нито религиозното послание. Слугата на Дон Джовани става централен, а статуята на командора спира да носи религиозно значение – присъства само като сценичен ефект.
Първият известен ни отпечатан превод на испанската пиеса е този на Онофрио Джилберти, озаглавен „II Convitato di Pietra“, публикуван през 1652 г. в Неапол. Той обаче не е достигнал до нас. В него са запазени голяма част от сцените и персонажите, присъстващи в пиесата на Де Молина. Специфичен оттенък на пиесата на Джилберти придават персонажите на Арлекино и Панталоне, така характерни за комедия дел арте. Особено колоритен е Арлекино, хитроумният слуга на Дон Жуан. Ако се съди от бележките на актьора Бианколели, който играел ролята на Арлекино в пиесата, бихме могли да заключим, че в италианската версия слугата е изпълнявал главната роля, което набелязва и една от посоките на развитие на вече придобилия популярност сюжет.
По-късно в Италия Голдони, вдъхновен от Молиер (вж. следващата точка), също се стреми да представи старата испанска пиеса на отечеството си в достойната форма на обикновена комедия. За първи път тя е поставена във Венеция през 1736 г. под заглавието Дон Джовани Тенорио, или Наказаният развратник (Don Giovanni Tenorio ossia il dissolute). Голдони обаче пропуска изцяло каменния гост и предава ролята на отмъщението на една мълния. Въпреки тази промяна обаче може да се каже, че пиесата постига известен успех.
Дон Хуан, или Каменното угощение е част от постоянния репертоар на импровизиращи актьори от началото на XVIII век, които сякаш са използвали за тази цел пиесите на Доримон и Молиер, както и италианските традиции.

### Дон Жуан – във Франция
Чрез гастроли сюжетът за Дон Жуан се пренася и във Франция, като една от тези трупи занася пиесата в Париж и нейните представления там са посрещнати с ентусиазъм. Впоследствие италианският вариант на Джилберти служи за основа за написването на първите пиеси за Дон Жуан във Франция. През 1685 г. е поставянето на пиесата на Доримон в Лион, който променя в известна степен сюжета съобразно характерните за времето вкусове, но в общи линии пиесата се придържа към оригинала с тази разлика, че като идейно внушение стои по-ниско от него. На следващата година Де Вилие прекроява сюжета като трагикомедия за сцената в Париж, където тя бива поставена под името Le festin de pierre, ou le fils criminel. Тя представлява свободна адаптация на италианския превод и като такава не се отличава с особена оригиналност. Тези първи френски разработки представят образа на прелъстителя като по-безбожен от този при предходните интерпретации. Единствената новост при тези две пиеси, която заслужава внимание, е, че в тях Дон Жуан е въстанал вече не само срещу семейството си, но и като цяло срещу обществото. Заслугата на Доримон и Вилие за просъществуването на сюжета е, че връщат слугата към неговата второстепенна позиция, с което трансформират дотогавашното битуване на легендата като фарс обратно до равнището на драмата.

#### Молиер
Не е сигурно дали Молиер познава първообраза на Тирсо де Молина. Сюжетът за Дон Жуан обаче предизвиква толкова голям интерес във Франция, че той решава да го използва като основа за своята висока комедия „Дон Жуан, или Каменният гост“.
Комедията на Молиер се изпълнява за първи път през 1665 г. в театъра на кралския дворец. Приета е с голям ентусиазъм от тогавашната публика, но въпреки това се задържа на сцената едва две седмици, след което е свалена поради критики за непристойно съдържание.
Пиесата съчетава в себе си елементи както на комичното и фарсовото начало, така и на трагедийното. В текста фигурата на Дон Жуан е илюстрацията на либертинеца. Това я превръща в едно от ключовите произведения по сюжета за Дон Жуан, което помага и за по-нататъшното му популяризиране.

##### „Дон Жуан, или Каменният гост“ – сюжет
Молиер прави много промени по сюжета за Дон Жуан в своята пиеса. Той лишава героя от отличителните му испански черти, отхвърля комичното, въведено от италианците, и унищожава чиновническата конотация, с която се характеризира пиесата на Де Молина.
Френският драматург първи извежда съществителното собствено „Дон Жуан“ (Don Juan) в заглавието на пиесата, което липсва в предишните. Изтривайки испанския произход на героя, Молиер въвежда комедията във френската съвременна действителност и така дава описание на френските нрави. Неговият Дон Жуан вече не е просто женкар – страстта му е обмислена, а основата на поведението му е антирелигиозно. В хода на пиесата героят търпи известна трансформация, като от прелюбодеец и аморалист постепенно се превръща в своеобразен Тартюф (лицемер). На финала Молиер го изобличава като човек, който външно се подчинява на религиозните и нравствените предписания, но само с цел да може безнаказано да се отдава на пороците си. Единственият морал, който признава Дон Жуан, е правото на по-силния, той държи на дворянските си ценности.
Дон Хуан на Де Молина е показан като един нравствено разпуснат млад човек, нерелигиозен и свободомислещ, който се нагажда към съществуващия порядък, за да задоволи личните си желания. За разлика от него, Молиеровият Дон Жуан усвоява до съвършенство изкуството на лицемерието, нарича го „привилегирован порок, който запушва устата на целия свят със собствената му длан и се радва на приятна безнаказаност“. При такъв герой, който не е в състояние да се покае дори пред смъртта, появата на Каменния гост загубва своята религиозна функция.

#### След Молиер
След Молиер класическият френски театър преодолява средновековния испански, а пиесата му е интерпретирана от Томас Корней и Розимонд.
Томас Корней (брат на Пиер Корней) през 1677 г. поставя пиесата си за Дон Жуан в стихове и изрязва сцените, към които са отправени възражения (например сцената с просяка). Тази адаптация се приема добре от критиката и публиката и се играе на френските сцени до средата на XIX век. Едва на 17 октомври 1841 г. пиесата е представена в оригиналния си вид в театър „Одеон“.
Розимонд (или актьорът Думеснил) написва своята интерпретация на сюжета под заглавието Каменният гост, или Изгарящият атеист (Festin de pierre, ou l'athee foudroye) през 1669 г. В по-голямата си част трагикомедията се състои основно от заемки от Доримон, Де Вилие и Молиер, но Розимонд премества историята в езически времена и залага на декоративна и ефектна игра, за да демонстрира безнаказано своя атеист. За разлика от героя на Молиер, който има макар и малко положителни качества, този на френския актьор се откроява като изключително зъл.

### Дон Джон – в Англия
През 60-те години на XVII век сюжетът за севилския прелъстител навлиза и в Англия, като сред първите английски разработки е трагедията The Libertine (1676) на Томас Шадуел. От текста на пиесата личи, че Шадуел заимства както от Розимонд, така и от Чиконини, Доримон и Вилие. Дон Джон обаче има двама слуги, бил е женен шест пъти и сгодяван шестнадесет пъти за един месец, а когато жените идват да си търсят правата, той ги насочва към слугите си. Пиесата изобразява прелъстителя като изключителен злодей, заради което тя не се харесва на публиката и предизвиква скандал.

### Дон Хуан – в Германия и Холандия
През XVII-XVIII век в Германия и Холандия се появяват имитации на френски и италиански модели на Дон Хуан, сред които се открояват популярните куклени представления без литературна стойност. В тях Ханс Вурст, хитрият слуга на Дон Хуан, който никога не разбира господаря си, често играе по-голяма роля и от самия прелъстител и доминира на сцената. И докато XVII век се интересува по-скоро от религиозните и моралните аспекти на легендата за Дон Хуан и от последствията от действията на персонажа, XVIII век се занимава с това по какъв начин съблазнителят осъществява своите завоевания. По тази линия се развива голяма част от т.нар. „либертинска литература“, така популярна през онази епоха.

## XIX век

### „Дон Жуан“ на Е.Т.А. Хофман
В романа си „Дон Жуан. Приказна случка, станала с един странстващ ентусиаст“ от 1813 г. Е. Т. А. Хофман предлага първата романтична интерпретация на образа на севилския прелъстител, която го сближава с Фауст.
В романа Хофман описва необикновеното си преживяване от едно представление на Моцартовата опера „Дон Джовани, или Наказаният развратник“ (1787) (вж. следващите точки). Безименен герой се събужда под нейните звуци в полухипнотично състояние. Той се среща с актрисата, която играе ролята на Дона Анна, а по-късно записва историята, понеже не може да заспи.
Според Хофман Дон Жуан е образец на чувствена мощ, който става жертва на дяволската заблуда, че чрез насладите на любовта ще намери на земята обещания рай. Безкрайно разочарован, героят скоро се пресища от жените. Изпитва презрение към света и тържество над природата и твореца. Дона Анна прилича на Дон Жуан по дълбочината и силата на копнежите си. Нейната любов като че ли му внушава съзнание за божествена същност и може да го освободи от разрушителното отчаяние. Тя изпитва страст към похитителя, в лицето на когото открива сродна душа. Ала Дон Жуан в демоничния си порив принася в жертва невинността и чистотата на Дона Анна, за които толкова е жадувал.
Хофман представя Дон Жуан като разрушител от отчаяние, търсещ идеал, който е непостижим за земята. За него хаотичното разрушение е единственото средство, с което абсолютното Аз може да се утвърди над съществуващите условности. С това Хофман създава нов „мит в мита“ – мита за „донжуанизма“. Неговият герой става нарицателен образ, олицетворение на извънмерно чувствения „велик прелъстител“.

### „Дон Жуан“ на Байрон
Байрон пише своята сатирична поема по сюжета за севилския прелъстител анонимно в рамките на 1819 – 1824 г. Текстът е незавършен.
Действието в произведението се развива през XVIII век, а под маската на Дон Жуан се скрива самият лорд Байрон. Той проницателно оглежда заобикалящия го свят и му противопоставя своя идеал за истинския човек.
Байроновият Дон Жуан е млад испански благородник, който като юноша се влюбва безутешно в Дона Юлия. Тя е съпруга на съседа му, който е стар, ревнив и любовник на майка му. След като измаменият мъж открива влюбения младеж в спалнята на жена си, Дон Жуан е изгонен от родното си място. След редица перипетии той корабокрушира на гръцки остров, където го открива очарователната Хайде, която е дъщеря на пират. Тя му помага да се възстанови след произшествието. Отношенията между двамата млади Байрон представя като символ на идеалната романтическа любов. Щастието на Дон Жуан обаче не трае дълго, защото скоро бащата на Гайде го открива, оковава го и го връща обратно в морето. Гайде умира от отчаяние и копнеж, а морски разбойници намират Дон Жуан и го продават като роб на турци. Любовните приключения на героя продължават с редица други жени в различни държави – с турска наложница в харем, с Екатерина II в Русия и др., за да стигне Дон Жуан накрая до светското общество в Лондон. Смъртта на лорд Байрон обаче му попречва да завърши този епос. Той е възнамерявал да изпрати Дон Жуан на барикадите в Париж, където да загине за свободата на човечеството.
Никъде и никога героят на Байрон не преследва жени и не ги изнасилва, а обратното – него го взема дадена жена, ако има този шанс. Той е пасивен и непротивопоставящ се. От измамник и прелъстител Дон Жуан тук се превръща в романтичен младеж, който е непостоянен в своите влечения. Нерядко той се движи от егоистични подбуди, но затова пък проявява честност, морална устойчивост, презрение към лицемерието и любов към свободата. Обича жените, но се отвращава от хладния разврат, с цялата си душа мрази потисниците на човека и изпитва съчувствие към страдащите.
Байроновият Дон Жуан е представен не като действителен образ, а като продукт на фантазията, прекалено идеален, за да бъде достоверен. Той няма нищо общо с легендата на Севиля, въпреки че и двамата герои имат някои родствени черти.

### „Дон Хуан и Фауст“ на Грабе
В трагедията си „Дон Хуан и Фауст“ (1829) германският драматург Кристиан Дитрих Грабе се опитва да свърже старата южна приказка за Дон Хуан със северната легенда за Фауст, както е правено в много версии на панаирите. Новото, което влага Грабе в своята интерпретация, е, че подобна пиеса с право може да се счита за трагедия. Социалните проблеми в нея са обезверени, а човешките излизат на преден план.

### „Каменният гост“ на Пушкин
През 1830 г. Пушкин пише своите малки трагедии – четири трагедии, в рамките на които влиза и Каменният гост.
По времето на Пушкин в Русия се играе пиесата на Молиер Дон Жуан, или Каменният гост и операта на Моцарт, от либретото на която Пушкин взема епиграфа за своята пиеса. От тези две произведения Пушкин ползва единствено имената и сцената, в която Дон Жуан кани статуята на вечеря. Всичко друго в пиесата е оригинално.
Пушкин представя Дон Жуан като трагичен герой, който действително се влюбва в Дона Анна.

### „Душите на чистилището“ на Мериме
Проспер Мериме в своя романа „Душите на чистилището“ (1834) очертава своя версия за съдбата на Дон Хуан, като визира множеството легенди за героя.
В разгара на своя бурен и греховен живот Дон Хуан де Мараня изживява мистичен епизод от собственото си погребение и осъзнава тежестта на своите престъпления. След това покаялият се заминава за манастир, където се опитва да изкупи греховете си. Преди смъртта си той моли да бъде погребан на прага на църквата, така че всеки, който влиза, да го тъпче с крака. Също така иска надписът на гроба му да гласи: „Тук се крие най-лошото от хората, които някога са живели в света“.

### „Или-или“ на Киркегор
Сьорен Киркегор обосновава теоретически представата за донжуанизма в Или-или (1843), като излага идеята, че Дон Жуан символизира одушевяването на плътта от принадлежащия ѝ дух. Датският философ смята, че образът на севилския прелъстител живее от средновековното противопоставяне между дух и сетивност, а грехът му произлиза от отрицанието на духа и стремежа към изживяване на мига с неговите измамни наслади. Киркегор прославя чувствената гениалност на Дон Жуан и неговото надинтелектуално проникване до същината на живота. 

### „Дон Хуан Тенорио“ на Хосе Зорила-и-Морал
Драмата на испанския драматург Хосе Зорила-и-Морал Дон Хуан Тенорио (1844) обогатява историята за севилския прелъстител. Точно както Гьоте дава на сагата Фауст примирителен обрат, който противоречи на общоприетото схващане, но което е оправдано в прогресивното съзнание на времето, така и в драмата на Зорила, сагата за Дон Хуан първо се третира изцяло в съвременния дух, без да променя същественото в сюжета. 

### „Дон Джовани дава обяснение“ на Бърнард Шоу
Бърнард Шоу осмива създадения от Хофман мит за мъжествеността на Дон Жуан в историята на Дон Джовани дава обяснение (Don Giovanni explains) от 1887 г. В нея след едно лошо изпълнение на Моцартовата опера за Дон Жуан млада англичанка среща в купето на влак Дон Джовани. Той ѝ разказва своята истинска история, според която слугата Лепорело използва картотеката с клиенти на бащата на Дон Джовани, за да изготви списък с любовните му жертви. Това обаче не попречва на англичанката да се влюби лудо в Дон Джовани.

### „Дон Хуан“ на Рихард Щраус
С поемата „Дон Хуан“ от 1889 г. Рихард Щраус намира свой собствен стил и бележи началото на творчеството му. Той се ориентира предимно към стихотворението „Дон Жуан“ от Николаус Ленаус, което е останало фрагмент.

## XX век

### „Донжуанизмът“ на Албер Камю
Албер Камю продължава развенчаването на романтическия мит за Дон Жуан през 1942 г. в Донжуанизмът, из есето Митът за Сизиф.
Френският писател говори за севилския прелъстител като абсурден човек, който живее с всекидневните малки радости на Ероса. Дон Жуан на Камю някога е имал надежда и е бил тъжен. После престава да се надява и у него се възвръща смехът, който опрощава всичко. Той се стреми към преситеност. Когато напуска една жена, Дон Жуан го прави не защото не я желае вече, а защото желае друга. Това според думите на Камю не е същото. Неговият Дон Жуан е прозорлив прелъстител, който живее със съзнанието за своята преходност, заради което е избрал да бъде нищо. Да обича и да притежава, да завладява и да изчерпва – това е неговият начин да опознава света и себе си.

### „Дон Жуан, или Любовта към геометрията“ на Макс Фриш
Макс Фриш интерпретира сюжета за Дон Жуан през 1953 г. в комедията Дон Жуан, или Любовта на геометрията. В нея класическият сюжет е превърнат в пародия. Дон Жуан на Фриш вече не е женкар и прелъстител, а интелектуалец, преследван от жените. Той е меланхоличен циник, който се интересува не толкова от насладите на плътта, колкото от постигането на една духовност, която ще го освободи от лъжливите чувства. На финала Дон Жуан разбира, че е измамник – измамил е себе си, защото е играл роля, която не му е присъща. Околните са си създали за него погрешна представа и се стремят да му натрапят очакваното от тях поведение.
Героят на Фриш „прилича на актьор, попаднал случайно в друга, непозната му пиеса.“ Затова се терзае от вътрешни противоречия – конфликтът вече не е между него и света, а в самия него. Тук Дон Жуан е изобретение на жените, а околният свят унищожава неговата самоличност. Той не успява да се отдаде на любимата си геометрия, а докато съпругата му (бивша проститутка) е бременна, в театъра на Севиля вече представят пиесата на Тирсо де Молина „Севилският измамник и каменният гост“. „Така кръгът се затваря – от Тирсо до Тирсо.“

## Дон Жуан в операта и балета
Сюжетът за Дон Жуан служи като модел не само за литературни произведения. Първата опера, вдъхновена от историята за севилския прелъстител, е Наказаният развратник (l'Empio punito) от 1669 г., композирана от италианеца Алесандро Мелани в Рим.
През 1713 г. французинът Ле Телиер прави своя интерпретация на сюжета в Париж.
La Pravita Castigata е опера-пастичо, представена във Виена през 1730 г. Нейната музика е написана от няколко композитора, предимно Калдара.
През 1761 година във Виена е поставен балетът Дон Жуан с музика на Кристофор Вилибалд Глюк. По-късно, през 1777 г., Винченцо Рагини пише операта Дон Жуан, която е поставена в Прага и други места. След това Трито, Албертини, Черубини и други също пишат опери по този сюжет.
Газанига пише опера с едно действие Convitato di pietra, която е изпълнена в Бергамо и Рим през 1787 г., а по-късно в Милано и Париж.
Сюжетът за Дон Жуан дори намира своя път в концертната музика със симфонията на Бочерини в ре минор La casa del diavolo (G 506). Тя е вдъхновена от балета на Глюк.

### „Дон Жуан, или Наказаният развратник“ на Моцарт
Операта Дон Жуан, или Наказаният развратник на Моцарт започва да съставя през май 1787 г., в Прага, заедно с придворния либретист и абат Лоренцо да Понте, който пише текста по пиесата на Замора. През септември същата година операта е завършена, а през октомври е премиерата ѝ в Прага, която търпи невероятен успех.
Шедьовърът е обозначен от Моцарт като весела драма (drama josoco), а увертюрата към нея той пише в деня на самата премиера. Музикалната критика е единодушна, че това е една от най-хубавите оперни увертюри на композитора.
В Моцартовата опера образът на застаряващия развратник добива психологическа дълбочина чрез съдбите на прелъстените жени. Дона Анна чака своя годеник, когато се сблъсква с непознат мъж. Тя се отдава на ласките му, като така става причина за смъртта на своя баща, който умира от шпагата на прелъстителя. Дона Анна налага на годеника си Дон Отавио изчаквателен срок, а усилията ѝ да намрази своя осквернител и да му отмъсти обаче показват колебание. Дона Анна изпитва сложна смесица от любов и омраза към Дон Жуан. Това именно бележи новия мотив в разширяването на традиционния сюжет – идеята за спасението на грешника чрез любов. Този мотив силно запленява художници, творци и мислители от следващото столетие.

#### „Дон Жуан“ на Моцарт в България
В София „Дон Жуан“ се играе за първи път през 1930 г. Постановката е на Николай Венков, а диригентът – Херман Щанге.
През юни 2003 г., се състои премиерата на операта с режисьор Бина Харалампиева. Тогава младата Радостина Николаева е в ролята на Дона Анна, а Юлиян Константинов играе Дон Жуан.
През април 2019 г., „Дон Жуан“ отново е поставян в Софийската опера, режисиран от аржентинеца Уго де Ана и дирижиран от германеца Ерих Вехтер.
Операта е поставяна още на сцената на Варненската опера, както и в операта в Стара Загора.

### „Каменният гост“ на А.С. Даргомижки
Александър Сергеевич Даргомижки е впечатлен от малката трагедия на Пушкин „Каменният гост“ и започва да пише едноименната опера на Пушкиновия текст, без да променя и дума в него. След смъртта на композитора операта е завършена от приятелите му Цезар Куй и Николай Римски-Корсаков. За пръв път тя е поставена на сцена през 1872 г., три години след смъртта на Даргомижки.

## Списък с произведения, в които участва Дон Жуан

### В литературата
- Севильският измамник и каменният гост (El Burlador de Sevilla у convidado de Piedra), пиеса, 1630 г. – Тирсо де Молина
- Каменният гост (Convitato di pietra), пиеса, 1650 г. – Джачинто Андреа Чиконини
- II Convitato di Pietra, пиеса, 1652 г. – Онофрио Джилберти
- Дон Жуан, или Каменният гост, комедия, 1665 г. – Молиер
- Каменният гост, или Изгарящият атеист (Festin de pierre, ou l'athee foudroye), трагикомедия, 1669 г. – Розимонд
- Доримон, пиеса, 1685 г.
- Le festin de pierre, ou le fils criminel, трагикомедия, 1686 г. – Де Вилие
- The Libertine, трагедия, 1676 г. – Томас Шадуел
- Каменният пир (Le Festin de pierre), пиеса в стихове, 1677 г., Томас Корней
- No hay deuda que no se pague y convidado de piedra, пиеса ок. 1725 г. – Антонио Замора
- Дон Джовани Тенорио, или Наказаният развратник (Don Giovanni Tenorio ossia il dissolute), пиеса, 1736 г. – Карло Голдони
- Дон Жуан. Приказна случка, станала с един странстващ ентусиаст (Don Juan. Eine fabelhafte Begebenheit, die sich mit einem reisenden Enthusiasten zugetragen), роман, 1813 г. – Е.Т.А. Хофман
- Дон Жуан, поема, 1819 – 1824 г. – Байрон
- Дон Хуан и Фауст (Don Juan und Faust), пиеса, 1829 г. – Кристиан Дитрих Грабе
- Каменният гост, малка трагедия, 1830 г. – Пушкин
- Еликсир на дълголетието, 1830 г. – Оноре де Балзак
- Намуна, 1832 г. – А. Мюсе
- Душите на чистилището, роман, 1834 г. –  Проспер Мериме
- Голтей, 1834 г.
- Don Juan de Marana ou la chute d’un ange, пиеса, 1836 г. – Александър Дюма
- Визе, 1840 г.
- Браун фон Браунтал, 1842 г.
- Или-или, 1843 г. – Сьорен Киркегор
- Дон Жуан, фрагмент от незавършена драматична поема, 1844 г. – Николаус Ленау
- Дон Хуан Тенорио (Don Juan Tenorio), драма, 1844 г.; El desafio del diablo и Un testigo de Bronce, 1845 г. – Хосе Зорила-и-Морал
- Don Juan aux enfers, стихотворение, 1846 г. – Шарл Бодлер
- Дон Жуан, драматична поема, 1859 г. – А. К. Толстой
- Най-прекрасната любима на дон Жуан, разказ, 1874 г. – Барбе д’Оревили
- Don Juans letztes Abentener, 1881 г. – Фридман
- Don Juans Ende, трагедия, 1883 г. – Паул Гейзе
- Севилският прелъстител, 1896 г. – Маслов-Бежецки, Алексей Николаевич
- D. Juan, драма – Гаух
- Дон Джовани дава обяснение (Don Giovanni explains), разказ, 1887 г.; Човек и свръхчовек, драма, 1903 г. – Бърнард Шоу
- Les exploits d’un jeune Don Juan, роман, 1907 г. – Гийом Аполинер
- Unterwegs. Ein Don Juan Drama, 1909 г. – Ритнер
- Стъпките на командора, 1910 – 1912 г. – Александър Блок
- Мигел Маняра, 1911 – 1912 г. – Оскар де Любич-Милош
- Дон Жуан в Египет, едноактна пиеса в стихове, 1911 г. – Николай Гумильов[11]
- Каменният господар, драма, 1912 г. – Леся Украинка
- Дон Жуан, цикъл стихотворения, 1917 г. – Марина Цветаева
- La dernière nuit de Don Juan, драма, 1921 г. – Е. Ростан
- Дон Хуан, 1922 г. – Асорин
- Конкистадор, сцена, 1927 г. – Павел Антоколски
- Дон Жуан, 1928 г. – Мишел де Гелдерод
- Смъртта на Дон Жуан, 1929 г. – Владимир Корвин-Пиотровски
- Don Juan gesellte sich zu uns, стихотворение – Готфрид Бен
- Дон Жуан се завръща от войната, 1936 г. – Йодьон фон Хорват
- Тогава в Севиля, комедия, 1948 г. – Самуил Альошин
- Донжуанология, или Шест донжуановци и една дама (Don Juan y la donjuanía o Seis donjuanes y una dama), драматично капричио, 1950 г. – С. де Мадаряга-и-Рохо
- Дон Жуан, пиеса, 1951 г. – Гилерме Фигейредо
- Дон Жуан, или любов към геометрията, пиеса, 1953 г. – Макс Фриш
- Брат Хуан, или Светът е театър (El hermano Juan, о el mundo es teatro), пиеса, 1954 г. – М. Унамуно
- The Joker of Seville, пиеса, 1974 г. – Дерек Уолкот
- Краят на Дон Жуан, комедия в стихове, 1938 г.; Старият Дон Жуан, поема, 1976 г. – Давид Самойлов
- Другият Дон Жуан, драма, 1976 г. – Едуардо Манет
- Дон Жуан, стихотворение, 1979 г. – В. А. Соснора
- Продължение на Дон Жуан, пиеса, 1979 г. – Е. С. Радзински
- Дон Жуан, поема, 1980 – 1986 г. – Константин Помренин
- Don Juan, 1981 г. – Николае Бребан
- Дон Жуан, драматична трилогия с епилог, 1983 г. – В. В. Казаков
- Последната жена на сеньор Хуан, пиеса в две действия, 1987 г. – Леонид Жуховицки
- Don Juan (erzählt von ihm selbst), повест, 2004 г. – Петер Хандке
- Don Giovanni ou O Dissoluto Absolvido, пиеса, 2005 г. – Жозе Сарамаго
- Don Juan raz jeszcze, повест, 2006 г. – Анджей Барт
- Последната любов на Дон Жуан, или Скеле на любовта, пиеса – Е.-Е. Шмит, поставяна от съвременния френски драматург Р. Виктюк
- Там, зад Ахерон – Е. Ю. Лукин
- Don Juan de La Mancha oder die Erziehung der Lust, роман, 2007 г. – Роберт Менасе
- Дон Жуан?.. Дон Жуан!, пиеса – М. М. Дунаев, поставяна в Московския театър на руската драма под ръководството на Михаил Щепенко[12]

### В музиката
- Опера, 1713 г. – Ле Телие
- Дон Жуан, балет, 1761 г. – Кристофор Вилибалд Глюк
- Каменният гост, опера, 1777 г. – Винченцо Ригини
- Опера – Трито
- Опера – Албертини
- Опера – Керубини
- Дон Жуан, опера по пиесата на Антонио де Замора, 1787 г. – Моцарт, текст на Да Понте
- Каменният гост, опера – Гацаниги
- Каменният гост, опера – Даргомижки
- Музика към поемата Дон Жуан на А. К. Толстой – Направник
- Дон Жуан, симфоническа поема – Рихард Щраус
- В мюзикъла Фантомът на операта главният герой, Фантомът, съчинява опера Триумфът на Дон Жуан, няколко арии от която се изпълняват на сцената Дон Жуан, мюзикъл, 2003 г. – музика на Феликс Грей.

### В кинематографията
- Дон Хуан Тенорио (Don Juan Tenorio), 1898 г. Първият филм в историята на Мексико, сниман от Салвадор Тоскано по едноименната пиеса на Хосе Зорила-и-Морал
- Don Juan, 1908 г. – режисьор Албер Капелани
- Don Juan, 1913 г. – в ролята на Дон Жуан – Уилям ван дер Веер
- Don Juan, 1922 г. – в ролята на Дон Жуан – Джозеф Р. Тозер
- Don Juan, 1922 г. – в ролята на Дон Жуан – Ханс Адалберт Шлетов
- Дон Жуан и Фауст, 1922 г. – филм на Марсел Л’Ербье по драмата на К. Д. Грабе
- Don Juan Tenorio, 1926 г. – в ролята на дон Жуан – Фортунино Бонанова
- Don Juan, 1926 г. – в ролята на дон Жуан – Джон Баримор
- Частният живот на Дон Жуан, 1934 г. – режисьор Александър Корда, в ролята на Дон Жуан – Дъглас Фербенкс
- Похождението на Дон Жуан, 1948 г. – в ролята на Дон Жуан – Ерол Флин
- Don Juan, 1950 г. – в ролята – Антонио Вилар
- Мъжете мислят само за себе си, 1954 г. – френска комедия с Луи дьо Финес, в ролята на Дон Жуан – Жан-Мари Амато
- Новият Дон Жуан, 1955 г. – френска комедия с Фернандо, в ролята на Дон Жуан – Ерно Криза
- Окото на дявола, 1960 г. – режисьор – Ингмар Бергман, в ролята на Дон Жуан – Ярл Куле
- Don Juan revient de guerre, 1968 г. – в ролята на Дон Жуан – Жан Рошфор
- Дон Жуан в Талине, 1971 г. – по пиесата на Самуил Альошин, в ролята на Дон Жуан – Гунта Виркава
- Малки трагедии, 1979 г. – в ролята на Дон Жуан – Владимир Висоцки
- Дон Жуан, 1979 г. – филм-опера на режисьора Джоузеф Лоузи, в главната роля – Руджеро Раймонди
- Изкушението на Дон-Жуан, 1985 г. – по драмата на Леси Украинки Каменният майстор, в ролята на Дон Жуан и Командора – Ивар Калниниш
- Дон Жуан (Don Žuanas), 1987 г. – литовски филм-опера по произведението на Волфганг-Амадеус Моцарт, в главната роля – Владимир Епископосян
- Дон Жуан в преизподнята, 1991 г. – филм на Гонсало Суареса, в ролята на Дон Жуан – Фернандо Гильен
- Дон Жуан де Марко, 1995 г. – в ролята на Дон Жуан – Джони Деп
- Дон Жуан, 1998 г. – екранизация на пиесата на Молиер с Емануел Беар и Пенелопе Крус, в ролята на Дон Жуан – Жак Вебер
- Dom Juan, 2003 г. – френска екранизация на пиесата на Молиер, в ролята на Дон Жуан – Анджей Северин